# Amphithéâtre de garnison
Un amphithéâtre de garnison, souvent appelé amphi de garnison ou amphi garnison, est une procédure au cours de laquelle des étudiants choisissent leur affectation, ou se voient affectés, en fonction de leur ordre de classement au concours. 
Les affectations jugées les plus prestigieuses ou intéressantes sont attribuées en premier, le dernier étudiant héritant à contrario d'une affectation considérée comme moins désirable.
Cette méthode est utilisée notamment dans l'armée et dans plusieurs écoles liées à la fonction publique telle que l'École nationale d'administration,, les Instituts régionaux d'administration ou l'École nationale supérieure de la police. Ce terme est également utilisé dans d'autres types de formation, notamment en médecine, lors des épreuves classantes nationales (ECN), cependant depuis 2012, l'amphi garnison des ECN est entièrement virtuel. 
Le terme provient du jargon de l'armée, tout particulièrement celui de l'École spéciale militaire de Saint-Cyr, où la procédure officiellement nommée « examens de sortie et affectation des officiers en garnison » visait à affecter les jeunes officiers à une garnison militaire, et se produisait dans l'amphithéâtre principal de l'école.